# Берли, Джордж
Джордж Элдер Берли (англ. George Elder Burley; 3 июня 1956 года, Камнок, Ист-Эршир, Шотландия) — шотландский футболист, защитник. Известен по выступлениям за «Ипсвич Таун» и сборную Шотландии. После завершения карьеры футболиста тренировал ряд известных английских клубов, а также сборную Шотландии.

## Клубная карьера
В профессиональном футболе Берли дебютировал в клубе «Ипсвич Таун», в котором и провёл большую часть своей карьеры, вместе с «Ипсвичем» он завоёвывал Кубок УЕФА и Кубок Англии. В 1985 году он перешёл в «Сандерленд», в котором провёл следующие 3 сезона своей карьеры. В дальнейшем играл за шотландские клубы и английские клубы низших дивизионов. Завершил свою карьеру Берли в клубе «Колчестер Юнайтед» в 1994 году.

## Карьера в сборной
В составе национальной сборной Берли дебютировал 19 мая 1979 года в матче со сборной Уэльса. Всего в составе сборной провёл 11 матчей, голов в которых не забивал. Принимал участие в чемпионате мира 1982 года.

## Тренерская карьера
В конце карьеры футболиста Берли был играющим тренером в клубах «Эр Юнайтед» и «Колчестер Юнайтед». После окончания карьеры футболиста стал тренером в родном для себя «Ипсвич Таун», который тренировал на протяжении восьми лет, в сезоне 2000/01 был признан тренером сезона английской Премьер-лиги и тренер года в Англии по версии LMA. Затем тренировал ряд английских, но выдающихся результатов не добивался и трофеев не завоевывал. В сезоне 2008/09 тренировал сборную Шотландии, а последним на сегодня местом работы Берли был 2012 году в кипрский клуб «Аполлон».

## Достижения
- Обладатель Кубка УЕФА (1): 1980/81
- Обладатель Кубка Англии (1): 1977/78
- Тренер сезона английской Премьер-лиги (1): 2000/01
- Тренер года в Англии по версии LMA (1): 2000/01